# Pont-à-Marcq
Pont-à-Marcq è un comune francese di 2 662 abitanti situato nel dipartimento del Nord nella regione dell'Alta Francia.

## Società

### Evoluzione demografica
Abitanti censiti